# Azar Motor Industrial Co
Azar Motor Industrial Co или AMICO (перс. گروه صنعتی آميكو) — иранский производитель грузовых автомобилей, основанный в 1989 году и расположенный в Джульфе неподалёку от Тебриза. Компания выпускает грузовые автомобили с дизельными двигателями как средней, так и повышенной грузоподъёмности.

## История
Промышленная компания AzarMotor, известная как AMICO, была основана в 1989 году. Aras Khodro Diesel (регистрационный номер 59) является дочерней компанией AMICO. Также Amico стал первым (и крупнейшим) интернет-магазином запчастей.

## Галерея
- Среднетоннажный грузовик Amico
- Крупнотоннажный грузовик Amico